# Sophie (artista)
Sophie Xeon (Glasgow, 17 de setembro de 1986 — Atenas, 30 de janeiro de 2021), mononimamente popular como Sophie (estilizado em letras maiúsculas), foi uma personalidade escocesa que trabalhava como musicista, em produção musical, canto, e DJ. Popular por uma abordagem impetuosa e "hipercinética" da música pop, Sophie trabalhou de perto com artistas do selo PC Music, incluindo A. G. Cook e GFOTY, e produziu para atos como Charli XCX, Vince Staples, Kim Petras, Madonna, Let's Eat Grandma e Namie Amuro.
Sophie, que inicialmente permaneceu de forma anônima e depois se assumiu como mulher trans, ganhou destaque com singles como "Bipp" (2013) e "Lemonade" (2014), que foram reunidos na coletânea Product (2015). O álbum de estreia de Sophie, Oil of Every Pearl's Un-Insides, foi lançado em 2018, ganhando uma indicação ao Grammy de Melhor Álbum Dance/Eletrônica.
Sophie morreu em janeiro de 2021 após uma queda acidental em Atenas, Grécia. O The Fader elogiou Sophie como "artista [de nacionalidade] escocesa pioneira cujas vibrantes produções eletrônicas expandiram o escopo da música pop moderna", enquanto a Pitchfork creditou o influente trabalho de Sophie como "molda[ndo] a música eletrônica em um pop de vanguarda original e revigorante".

## Vida pregressa
Sophie nasceu em 17 de setembro de 1986 em Glasgow, Escócia, e cresceu lá. O pai de Sophie tocava cassetes de música eletrônica no carro e levava Sophie para raves quando criança, e Sophie rapidamente se apaixonou pela música. Em uma entrevista publicada pela Lenny Letter, Sophie afirmou que na infância: "Eu passava todo o meu tempo ouvindo essas fitas cassete. Eu as roubava do carro". Depois de receber um teclado como presente de aniversário, Sophie então se interessou em criar novas músicas.
Com aproximadamente nove ou dez anos de idade, Sophie expressou o desejo de abandonar a escola para trabalhar em produção de música eletrônica (embora os pais de Sophie não tenham permitido isso). Sophie continuou a criar música durante toda a adolescência, anunciando regularmente "Eu vou me trancar no meu quarto até fazer um álbum". Uma meia-irmã pediu a Sophie para ser DJ de seu casamento; mais tarde Sophie admitiu que a meia-irmã "não sabia o que eu estava fazendo no meu quarto só" e assumiu que Sophie era DJ. Nessa época, Sophie aprendeu a ser DJ além da produção.

## Carreira

### Primeiros anos
A carreira musical de Sophie começou em uma banda chamada Motherland, formada com os colegas de banda Sabine Gottfried, Matthew Lutz-Kinoy e Marcella Dvsi. Eles fizeram shows ao vivo em Berlim e no Reino Unido durante 2008–2009. Sophie mais tarde colaborou com o colega de banda Matthew Lutz-Kinoy em uma série de trabalhos de performance. Em outubro de 2010, Sophie remixou o single do Light Asylum, "A Certain Person", criando a versão Motherland Radio, enviada para a página do SoundCloud do Light Asylum no mês seguinte. Em 2011, esse remix foi incluído no EP In Tension do Light Asylum como uma faixa bônus para o lançamento do CD. Em 2012, essa faixa recebeu um lançamento de 300 cópias para DJs de boates em vinil transparente de 12 polegadas e 45 rpm pela gravadora independente Mexican Summer. Em 2011, Sophie compôs o curta-metragem Dear Mr/Mrs da equipe neerlandesa Freudenthal/Verhagen. O DJ de Detroit Jeffrey Sfire, conheceu Sophie em Berlim em 2013; os dois formaram a dupla Sfire, lançando um disco de vinil de 12 polegadas Sfire pelo selo CockTail D'Amore. Sophie vocalizou em uma música "Sfire 3", que mais tarde foi remixada por John Talabot em 2016. Sophie se envolveu com artistas afiliados à gravadora PC Music depois de encontrar Dux Kidz, um projeto entre A. G. Cook e Danny L Harle.

### 2012–2015: Primeiros lançamentos de Sophie
O single de estreia de Sophie "Nothing More to Say" foi lançado em fevereiro de 2013 através do selo de Glasglow com sede em Londres, Huntleys + Palmers. O single com vocais da cantora britânica Jaide Green, consistia em dois mixes da faixa-título (intitulada "Dub" e "Vox"), bem como o lado B, "Eeehhh", que foi inicialmente postado em (e posteriormente deletado) do SoundCloud de Sophie em 2011. Seu acompanhamento, "Bipp"/"Elle"—que havia sido lançado no SoundCloud como prévias no ano anterior junto com uma terceira faixa "OOH"—foi lançado na Numbers mais tarde naquele ano. "Bipp" em particular, apresentando vocais da ex-colega de banda da Motherland, Marcella Dvsi, recebeu atenção considerável dos críticos de música, liderando a lista de fim de ano da XLR8R e ficando na posição 17 na lista da Pitchfork. A Pitchfork mais tarde classificou "Bipp" na posição 56 em sua lista das melhores faixas de 2010 a 2014. Em meados de 2014, Sophie colaborou com a cantora pop japonesa, Kyary Pamyu Pamyu. Também em 2014, Sophie colaborou com A. G. Cook e a personalidade artista residente nos Estados Unidos, Hayden Dunham para o projeto QT, co-produzindo seu single de estreia "Hey QT" com Cook. O projeto incluiu uma bebida energética fictícia chamada QT Energy Elixir. A pedido de Sophie, "Hey QT" repete o nome da bebida para product placement.

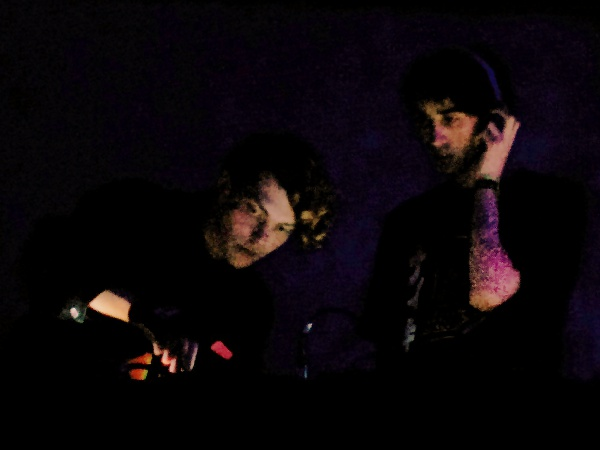
Sophie (esquerda) produziu "Hey QT" com A. G. Cook (direita).

O próximo single de Sophie, "Lemonade"/"Hard", foi lançado em agosto de 2014, com contribuições vocais no primeiro da colega musicista Nabihah Iqbal e da modelo Tess Yopp e contribuições vocais no último da artista GFOTY da PC Music. A Numbers lançou "Lemonade"/"Hard" como um single de 12". Ambas as faixas apareceram nas paradas Twitter Real-Time da Billboard. "Lemonade" e "Hard" ficaram em 68º e 91º respectivamente na votação de críticos Pazz & Jop de 2014, e o single foi incluído no top dez das listas de singles de fim de ano do The Washington Post, Resident Advisor, Complex e Pitchfork; "Hard" foi incluído no top dez em listas da Dazed e Dummy. "Lemonade" apareceu em um comercial de 2015 para o McDonald's.

### 2015–2017:Producte revelação
Em março de 2015, Charli XCX anunciou uma colaboração com Sophie. Mais tarde foi revelado que a dupla havia trabalhado em várias músicas para o próximo álbum de estúdio de XCX. Em setembro de 2015, o álbum de estreia de Sophie, Product, foi disponibilizado para pré-venda. As oito faixas listadas foram os quatro singles da Numbers de 2013 e 2014, bem como quatro novas faixas: "MSMSMSM", "Vyzee", "LOVE" e "Just Like We Never Said Goodbye". "MSMSMSM" foi lançado em 29 de setembro, e "Just Like We Never Said Goodbye" foi lançado em 15 de outubro.
Em fevereiro de 2016, Charli XCX lançou seu EP, Vroom Vroom, produzido principalmente por Sophie. Mais tarde foi revelado que o extended play serviria como um teaser para o próximo álbum de XCX, que seria produzido por Sophie. Após o lançamento do extended play, Sophie embarcou em turnê com Charli XCX na promoção de músicas novas. Sophie, juntamente com A. G. Cook e Hannah Diamond, também envolvidos com o EP, receberam participações especiais no vídeo oficial do primeiro single, "Vroom Vroom". O vídeo estreou na Apple Music e em outras plataformas logo depois.
No final de 2016, Sophie atuou na produção adicional da música de Charli XCX, "After the Afterparty", que conta com vocais de Lil Yachty. Sophie aparece no videoclipe oficial do single. Sophie também recebeu créditos de produção para duas músicas na mixtape de XCX de 2017, Number 1 Angel, e outra para uma música na segunda mixtape de XCX de 2017, Pop 2, que foi lançada no final daquele ano.
Sophie colaborou com o produtor Cashmere Cat em várias faixas de seu álbum, 9, incluindo "Love Incredible" ao lado de Camila Cabello e "9 (After Coachella)" com MØ.

### 2017–2021:Oil of Every Pearl's Un-Insides
Em outubro de 2017, Sophie lançou "It's Okay to Cry", o primeiro material novo de Sophie em quase dois anos. O videoclipe da música foi a primeira vez que a voz e a imagem de Sophie foram usadas em um lançamento. Sophie posteriormente se abriu para a imprensa sobre ser uma mulher trans. No final do mês, Sophie também estreou em performances ao vivo, estreando músicas recém-gravadas do segundo álbum de Sophie com performances vocais de Cecile Believe. O single "Ponyboy" foi lançado com um videoclipe auto-dirigido em 7 de dezembro de 2017. O terceiro single do álbum, "Faceshopping", foi lançado em 16 de fevereiro de 2018 com um videoclipe em 4 de abril de 2018.
Em 3 de abril de 2018, Sophie anunciou via Instagram que o álbum estava completo e que não seria intitulado Whole New World como se pensava anteriormente.[carece de fontes?] Em 1 de maio de 2018, uma entrevista com a Crack Magazine revelou que o título oficial do álbum é Oil of Every Pearl's Un-Insides. Foi lançado em 15 de junho de 2018 pela própria gravadora de Sophie, MSMSMSM, junto com a Future Classic e Transgressive. No início de 2018, foi revelado em um dos tweets de Sophie que Sophie havia contribuído e produzido o último álbum de Lady Gaga. Em um vídeo postado nas redes sociais, quando perguntada, Sophie disse: "Sim. Quero dizer, o que quer que seja, você sabe. Eu trabalho em muitas coisas diferentes. Se sair, então é legal. Você nunca pode dizer. Mas ela é uma pessoa muito legal."
Em julho de 2018, Sophie revelou trabalho em quatro novos projetos, incluindo um inédito álbum de estreia, que seria lançado naquele ano. Sophie disse: "Eu já tenho o próximo finalizado... vou lançar quatro álbuns este ano". Em uma entrevista com Lenny Letter, Sophie disse que havia colaborado tanto com outras pessoas que, "Basicamente, eu fiz um álbum totalmente novo nas últimas duas semanas". Quando foi solicitada a esclarecer se isso era um comentário em EPs ou álbuns, Sophie afirmou que seria "um mix". Sophie também estava trabalhando com Kim Petras, Charli XCX e Bibi Bourelly em novo material durante o ano, bem como algumas colaborações de rap, além da colaboração confirmada com Lady Gaga.
No 61º anual Grammy Awards, Oil of Every Pearl's Un-Insides foi indicado para Melhor Álbum Dance/Eletrônica, e Sophie fez história como uma das primeiras pessoas abertamente transgênero a receber uma indicação nesta categoria e uma das três primeiras abertamente mulheres transgênero a receber indicações ao Grammy. Durante uma entrevista no tapete vermelho da cerimônia, Sophie confirmou o trabalho em um álbum de remixes de Oil of Every Pearl's Un-Insides.
Em julho de 2019, o álbum Oil of Every Pearl's Un-Insides Non-Stop Remix Album foi anunciado como parte de um conjunto exclusivo de 3 CDs que incluía o álbum Oil of Every Pearl's Un-Insides original, bem como uma bolsa de mão com sua capa. O álbum de remixes foi lançado mais tarde como dois vídeos no YouTube em 29 de julho.
O single de setembro de 2020 de Sophie, "Metal", foi uma colaboração com Jimmy Edgar. Em janeiro de 2021, o single "Unisil" foi lançado dois dias antes da morte de Sophie. Sophie fez a música junto com Product e inicialmente a lançou como uma faixa bônus digital.
Seu segundo álbum de estúdio estava sendo planejado. O álbum nomeado por fãs como “Transnation” havia faixas conhecidas que eram apresentadas por SOPHIE  durante seus últimos shows ao vivo. O álbum, por motivos desconhecidos, foi descartado, e SOPHIE passou a trabalhar em um outro projeto que foi interrompido pela sua morte.
Em 2021, Benny Long, irmão de SOPHIE, disse que havia planos para o lançamento póstumo de músicas da artista. No dia 24 de junho de 2024, seu álbum póstumo, intitulado “SOPHIE” foi anunciado, com um lançamento para o dia 27 de setembro do mesmo ano. 

## Som e imagem
Sophie usou principalmente o sintetizador-sequenciador, Elektron Monomachine, e a estação de trabalho, Ableton Live, para criar música. Além dos vocais, Sophie criou sons sintetizados a partir das formas de onda elementares usando o Monomachine, evitando o uso de samples. Comparando a construção de uma faixa à construção de uma escultura de diferentes materiais, Sophie sintetizou sons semelhantes a "látex, balões, bolhas, metal, plástico [e] elástico". A AllMusic escreveu que as "produções sofisticadas e hipercinéticas" de Sophie apresentam uma "produção surrealista, qualidade descaradamente artificial", normalmente fazendo uso de vocais femininos agudos, além de "texturas de sintetizador açucaradas e batidas extraídas de estilos de dance music underground", bem como "design de som experimental".
O The New York Times descreveu o trabalho de Sophie como "divertido vertiginoso, mas [...] também um convite para considerar os prazeres, estruturas e expectativas de gênero do pop, e o status comercial do pop como igualmente um item de consumo e um catalisador emocional". O The Fader comparou-o a "K-Pop, J-Pop, Eurodance em sua forma mais caótica, e até a virada do milênio para os boybandismos americanos e britânicos". Sophie disse à Billboard que o gênero de música produzido era "publicidade". Variety e The New York Times descreveram o trabalho de Sophie como pioneiro no estilo dos anos 2010 conhecido como "hyperpop".
Os visuais iniciais de Sophie vieram de uma série de imagens coloridas descritas como "Homemade Molecular Cooking", com a arte da capa dos singles muitas vezes retratando objetos feitos de plástico ou outros materiais industriais, uma ideia que se originou de discussões com John Roberts, um colega músico eletrônico.

## Vida pessoal
Sophie recebeu a descrição de uma figura reclusa, e um limite de sua exposição na mídia promoveu uma sensação de mistério sobre si. Sua identidade foi ocultada em entrevistas por meio de mascaramento de voz, bem pelo cobrimento de partes de seu corpo. No início da carreira de Sophie, sua identidade da vida real foi objeto de especulação da imprensa. Antes de se assumir como uma mulher trans, alguns comentaristas acusaram Sophie de "apropriação feminina", supondo que Sophie fosse um homem usando um nome artístico feminino. Em uma entrevista por e-mail da Pitchfork em 2013, quando perguntada sobre a escolha de Sophie como nome artístico, Sophie respondeu: "O gosto é bom e é como um hidratante". Em um show do Boiler Room, o artista drag, Ben Woozy, foi recrutado para imitar um DJ set enquanto Sophie fingia ser um guarda-costas.
O videoclipe de "It's Okay to Cry", lançado em outubro de 2017, foi a primeira vez que a voz e a imagem de Sophie foram usadas em um lançamento solo, com Sophie aparecendo de forma despida do busto contra um pano de fundo de nuvens. Isso foi amplamente interpretado como um anúncio de se assumir como uma mulher trans. Sophie confirmou sua identidade trans em entrevistas subsequentes, também falando de se sentir dentro de uma caixa por gravadoras e descrevendo a música como "meu método escolhido de comunicação" e auto-expressão. Após a morte de Sophie, um representante informou à Pitchfork que Sophie "preferia não usar pronomes de gênero ou não binários" como artista.

## Morte
Sophie morreu por volta das 04:00, hora local, em 30 de janeiro de 2021, aos 34 anos, no Hospital Universitário Attikon em Atenas, Grécia, após uma queda acidental de uma varanda. Um alto funcionário da polícia de Atenas confirmou que Sophie caiu do telhado de um prédio de três andares enquanto tentava tirar uma fotografia da lua cheia. A namorada de Sophie disse que "a polícia e os bombeiros levaram cerca de 90 minutos para tirar [Sophie]" antes de chegarem ao hospital onde Sophie morreu. Muitos artistas, incluindo Rihanna, Sam Smith, Vince Staples, Charli XCX, A. G. Cook e Christine and the Queens, expressaram condolências.
Em 4 de junho de 2021, o irmão de Sophie, Ben Long, anunciou planos de lançar alguns dos trabalhos inéditos de Sophie.
Em 16 de junho de 2021, a União Astronômica Internacional anunciou em seu Boletim WGSBN que o planeta menor 1980 RE1 recebeu o nome permanente de Sophiexeon.
No dia 24 de junho de 2024, seu álbum póstumo, “SOPHIE”, foi anunciado juntamente com o lançamento da faixa “Reason Why”, parceria de SOPHIE com Kim Petras e BC Kingdom. O álbum foi lançado no dia 27 de setembro do mesmo ano, com colaborações de Cecile Believe, Hannah Diamond, Evita Manji, Jozzy, Nina Kraviz, Bibi Bourelly, Doss, Juliana Huxtable, LIZ, Big Sister e Popstar.

## Discografia
Álbuns de estúdio
- Oil of Every Pearl's Un-Insides (2018)
- Sophie (2024)

## Prêmios e indicações
| Ano  | Prêmiação                    | Categoria                       | Trabalho                                             | Resultado |
| ---- | ---------------------------- | ------------------------------- | ---------------------------------------------------- | --------- |
| 2018 | AIM Independent Music Awards | Revelação do Ano no Reino Unido | Sophie                                               | Indicado  |
| 2018 | AIM Independent Music Awards | Prêmio Inovador                 | Sophie                                               | Venceu    |
| 2018 | AIM Independent Music Awards | Álbum Independente do Ano       | Oil of Every Pearl's Un-Insides                      | Indicado  |
| 2019 | Grammy Award                 | Melhor Álbum Dance/Eletrônica   | Oil of Every Pearl's Un-Insides                      | Indicado  |
| 2019 | Libera Award                 | Melhor Álbum Dance/Eletrônica   | Oil of Every Pearl's Un-Insides                      | Indicado  |
| 2020 | AIM Independent Music Awards | Melhor embalagem criativa       | Oil of Every Pearl's Un-Insides Non-Stop Remix Album | Indicado  |
| 2021 | AIM Independent Music Awards | Melhor Remix Independente       | "Sweat" (Sophie Remix)                               | Indicado  |